# Farnham Royal
Farnham Royal – wieś w Anglii, w hrabstwie Buckinghamshire, w dystrykcie (unitary authority) Buckinghamshire. Leży 35 km na zachód od centrum Londynu. W 2001 miejscowość liczyła 5427 mieszkańców.